# Танпынар, Ахмед Хамди
Ахмед Хамди Танпынар (23 июня 1901, Константинополь — 24 января 1962, Стамбул) — турецкий писатель, поэт и историк литературы.

## Биография
Ахмед Хамди Танпынар родился 23 июня 1901 года в Константинополе. Его отец был кадием, в связи с его работой семья Танпынара в детстве часто переезжала. В 1918 году Танпынар завершил своё школьное образование в Стамбуле. После этого он поступил в Стамбульский университет, сначала он учился на Ветеринарном факультете, но через год перевёлся. Во время учёбы в университете изучал турецкую и французскую литературу. В 1923 году Танпынар окончил Гуманитарный факультет Стамбульского университета.
После окончания университета Танпынар преподавал турецкий язык, литературу, историю искусств, эстетику и мифологию в различных учебных заведениях.
С 1939 года и до конца жизни преподавал турецкую литературу на Гуманитарном факультете Стамбульского университета.
В 1942—1946 годах являлся членом Великого национального собрания, представлял там ил Кахраманмараш.
24 января 1962 года Ахмед Хамди Танпынар умер от сердечного приступа.

## Творчество
Произведения Танпынара, написанные прозой, испытали влияние Яхьи Кемаля Беятлы, тогда как стихи Танпынара находились под влиянием творчества поэта Ахмета Хашима.
В 1920 году Танпынар написал свою первую поэму «Musul Akşamları» (Вечера Мосула), которая была опубликована в литературном журнале «Altıncı Kitap». Позднее публиковал стихи в журнале «Dergâh». Среди стихов Танпынара наиболее известна его поэма «Bursa’da Zaman» (Время в Бурсе).

## Произведения

### Проза
- «Сны Абдуллаха Эфенди» («Abdullah Efendinin Rüyaları»), в 1974 году на его основе Метином Эрксаном был снят фильм «Geçmiş Zaman Elbiseleri»[4],
- «Хозяин дома» («Evin sahibi»),
- «Летний дождь» («Yaz yağmuru»),
- «Особняк в квартале Аджибадем» («Acıbademdeki köşk»),
- «Адам и Ева» («Adem’le Havva»),
- «Поездка на поезде» («Bir tren yolculuğu»),
- сборник прозы «Сны Абдуллаха Эфенди» («Abdullah Efendinin Rüyaları», 1943)
- сборник прозы «Летний дождь» («Yaz yağmuru», 1955)

#### Романы
- «Спокойствие» («Huzur», 1949);
- «Институт настройки часов» («Saatleri ayarlama enstitüsü», 1962);
- «Те, кто за пределами сцены» («Sahnenin dışındakiler»);
- «Мелодия махур» («Mahur beste»);
- «Лунная женщина» («Aydaki kadın»);

### Литературная критика и история литературы
- «Антология поэзии Тевфика Фикрета» («Tevfik Fikret antolojisi», 1937);
- «Антология произведений Намыка Кемаля» («Namık Kemal antolojisi», 1942);
- «История турецкой литературы XIX в.» («XIX. asır Türk edebiyatı tarihi», 1949);
- «Яхья Кемаль» («Yahya Kemal», 1962, монография о поэте Яхье Кемале Беятлы);
- сборник статей «Edebiyat üzerine makaleler» («Статьи о литературе», 1969);

## Русскоязычные издания
- Аврутина А. С. Ахмед Хамди Танпынар и его роман «Покой». Часть первая. Ихсан. (отрывок из романа) // Консул. — 2012. — № 3 (30). — С. 90—93.